# 平成二十年度における財政運営のための財政投融資特別会計からの繰入れの特例に関する法律
平成二十年度における財政運営のための財政投融資特別会計からの繰入れの特例に関する法律（へいせいにじゅうねんどにおけるざいせいうんえいのためのざいせいとうゆうしとくべつかいけいからのくりいれのとくれいにかんするほうりつ、平成21年3月4日法律第4号）は、日本の2008年度（平成20年度）一般会計第2次補正予算の財源確保に関する臨時措置法で、特別会計に関する法律に対する特別法である。
第171回国会で2009年1月13日、衆議院で可決され、3月4日に参議院で否決されるが、同日の、衆議院の再議決を経て成立し、同日、官報号外特第3号で公布され同日から施行された。

## 趣旨
この法律は、2008年度（平成20年度）一般会計第2次補正予算に盛り込まれた、国民生活の安定と経済の持続的な成長に資するため緊急に実施する措置に必要な財源を確保するための臨時の措置として、同年度における財政投融資特別会計財政融資資金勘定からの一般会計への繰入れに関する特例措置を定めるものとする（第1条）。

## 概要
2008年度（平成20年度）一般会計第2次補正予算により追加される歳出の財源に充てるため、「特別会計に関する法律（平成19年3月31日法律第23号）」第58条第3項の規定にかかわらず、同年度において、財政投融資特別会計財政融資資金勘定から、4兆1,580億円に限り、一般会計に繰り入れることができるとした（第2条第1項）。
繰入金は、財政投融資特別会計財政融資資金勘定の歳出とし、同法第58条第1項の積立金から同勘定の歳入に繰り入れるものとし、同法第56条第1項の繰越利益の額から減額して整理するものとするとした（第2条第2項および第3項）。
この法施行に伴う、平成20年度における「特別会計に関する法律」第58条第3項の規定の適用についての読替え規定を設けた（第2条第4項）。

## 関係省令
- 歳入歳出外の国庫内移換に関する規則（昭和30年4月14日大蔵省令第14号）附則第2項（平成21年3月4日財務省令第7号で追加されたもので、平成21年3月31日財務省令第27号による改正前のもの）